# Стефан II (неаполітанський дука)
Стефан II (†799), неаполітанський дука (756—766), який володів титулом консула та був лідером місцевої аристократії на час призначення його патрицієм Сицилії. Близько закінчення його правління Неаполь був практично незалежним. У період, який тривав після його зречення та до обрання дукою Сергія I в 840 дукат пережив певну кризу.
На початку правління Неаполь все-ще був лояльним до Візантії, де на той час панувало іконоборство. У 761 Стефан не прийняв призначеного папою Римським єпископа Неаполя Павла, який був противником іконоборства. Пізніше Стефан відмовився від підтримки цього напрямку в релігії, а тому в 764 єпископ Павло зайняв свій престол.
Після 12 років мирного правління Неаполь вразила чума, після епідемії якої населення міста зменшилось у 10 разів. Від цієї хвороби помер і єпископ Павло. Містяни проголосили дуку Стефана своїм єпископом. Стефан зрікся престолу та був висвячений єпископом папою, передавши правління своєму синові Григорію. Він мав ще 2 синів — Цезаря та Феофилакта.